# Az Űrbalekok epizódjainak listája
Ez a cikk az Űrbalekok című sorozat epizódjait listázza.

## Évados áttekintés
| Évad | Évad | Epizódok | Eredeti sugárzás     | Eredeti sugárzás | Eredeti adó |
| Évad | Évad | Epizódok | Évadpremier          | Évadfinálé       | Eredeti adó |
| ---- | ---- | -------- | -------------------- | ---------------- | ----------- |
|      | 1    | 20       | 1996. január 9.      | 1996. május 21.  | NBC         |
|      | 2    | 26       | 1996. szeptember 22. | 1997. május 18.  | NBC         |
|      | 3    | 27       | 1997. szeptember 24. | 1998. május 20.  | NBC         |
|      | 4    | 24       | 1998. szeptember 23. | 1999. május 25.  | NBC         |
|      | 5    | 22       | 1999. szeptember 21. | 2000. május 23.  | NBC         |
|      | 6    | 20       | 2000. október 24.    | 2001. május 22.  | NBC         |

## 1. évad (1996)
| Sor. | Év. | Cím                                    | Rendező          | Író                                    | Premier           | Nézettség    |
| ---- | --- | -------------------------------------- | ---------------- | -------------------------------------- | ----------------- | ------------ |
| 1.   | 1.  | Brains and Eggs                        | James Burrows    | Bonnie Turner és Terry Turner          | 1996. január 9.   | 23,00 millió |
| 2.   | 2.  | Post-Nasal Dick                        | Robert Berlinger | Michael Glouberman és Andrew Orenstein | 1996. január 16.  | 22,20 millió |
| 3.   | 3.  | Dick's First Birthday                  | Robert Berlinger | Andy Cowan                             | 1996. január 23.  | 21,80 millió |
| 4.   | 4.  | Dick Is from Mars, Sally Is from Venus | Robert Berlinger | Bill Martin és Mike Schiff             | 1996. január 30.  | 20,10 millió |
| 5.   | 5.  | Dick, Smoker                           | Robert Berlinger | Bill Martin és Mike Schiff             | 1996. február 6.  | 19,20 millió |
| 6.   | 6.  | Green-Eyed Dick                        | Robert Berlinger | Joe Fisch                              | 1996. február 13. | 16,40 millió |
| 7.   | 7.  | Lonely Dick                            | Robert Berlinger | Christine Zander                       | 1996. február 20. | 19,50 millió |
| 8.   | 8.  | Body & Soul & Dick                     | Robert Berlinger | Bonnie Turner és Terry Turner          | 1996. február 27. | 19,40 millió |
| 9.   | 9.  | Ab-dick-ted                            | Robert Berlinger | Bob Kushell és Christine Zander        | 1996. március 4.  | 15,00 millió |
| 10.  | 10. | Truth or Dick                          | Robert Berlinger | Bonnie Turner és Terry Turner          | 1996. március 12. | 19,70 millió |
| 11.  | 11. | The Art of Dick                        | Robert Berlinger | Bob Kushell                            | 1996. március 19. | 17,70 millió |
| 12.  | 12. | Frozen Dick                            | Robert Berlinger | Linwood Boomer                         | 1996. március 26. | 18,50 millió |
| 13.  | 13. | Angry Dick                             | Robert Berlinger | Linwood Boomer                         | 1996. április 2.  | 17,60 millió |
| 14.  | 14. | The Dicks They Are a Changin           | Robert Berlinger | Michael Glouberman és Andrew Orenstein | 1996. április 9.  | 18,70 millió |
| 15.  | 15. | I Enjoy Being a Dick                   | Robert Berlinger | Christine Zander                       | 1996. április 21. | 13,40 millió |
| 16.  | 16. | Dick Like Me                           | Robert Berlinger | Joe Fisch                              | 1996. április 23. | 16,70 millió |
| 17.  | 17. | Assault with a Deadly Dick             | Robert Berlinger | Michael Glouberman és Andrew Orenstein | 1996. április 30. | 14,50 millió |
| 18.  | 18. | Father Knows Dick                      | Robert Berlinger | Bob Kushell                            | 1996. május 7.    | 12,10 millió |
| 19.  | 19. | Selfish Dick                           | Robert Berlinger | David Sacks                            | 1996. május 14.   | 12,50 millió |
| 20.  | 20. | See Dick Run                           | James Burrows    | Bill Martin és Mike Schiff             | 1996. május 21.   | 12,40 millió |

## 2. évad (1996-1997)
| Sor. | Év. | Cím                               | Rendező          | Író | Premier              | Nézettség    |
| ---- | --- | --------------------------------- | ---------------- | --- | -------------------- | ------------ |
| 21.  | 1.  | See Dick Continue to Run Part 1   | Robert Berlinger | Bill Martin és Mike Schiff                                                                              | 1996. szeptember 22. | 22,45 millió |
| 22.  | 2.  | See Dick Continue to Run Part 2   | Robert Berlinger | Bill Martin és Mike Schiff                                                                              | 1996. szeptember 22. | 22,45 millió |
| 23.  | 3.  | Hotel Dick                        | Robert Berlinger | Bob Kushell                                                                                             | 1996. szeptember 29. | 21,14 millió |
| 24.  | 4.  | Big Angry Virgin from Outer Space | Robert Berlinger | Christine Zander                                                                                        | 1996. október 6.     | 18,40 millió |
| 25.  | 5.  | Much Ado About Dick               | Robert Berlinger | Michael Glouberman és Andrew Orenstein                                                                  | 1996. október 13.    | 16,70 millió |
| 26.  | 6.  | Dick the Vote                     | Robert Berlinger | Történet: Joe Fisch Tévéjáték: David Goetsch és Jason Venokur                                           | 1996. október 27.    | 15,60 millió |
| 27.  | 7.  | Fourth and Dick                   | Robert Berlinger | Michael Glouberman és Andrew Orenstein                                                                  | 1996. november 3.    | 17,70 millió |
| 28.  | 8.  | World's Greatest Dick             | Robert Berlinger | David Goetsch és Jason Venokur                                                                          | 1996. november 10.   | 18,55 millió |
| 29.  | 9.  | My Mother the Alien               | Robert Berlinger | David M. Israel és Jim O'Doherty                                                                        | 1996. november 17.   | 19,66 millió |
| 30.  | 10. | Gobble, Gobble, Dick, Dick        | Robert Berlinger | Bob Kushell és Christine Zander                                                                         | 1996. november 24.   | 18,60 millió |
| 31.  | 11. | Dick Jokes                        | Robert Berlinger | David M. Israel és Jim O'Doherty                                                                        | 1996. december 8.    | 15,20 millió |
| 32.  | 12. | Jolly Old St. Dick                | Robert Berlinger | Bill Martin és Mike Schiff                                                                              | 1996. december 15.   | 19,17 millió |
| 33.  | 13. | Proud Dick                        | Robert Berlinger | David Sacks                                                                                             | 1997. január 5.      | 18,65 millió |
| 34.  | 14. | Romeo & Juliet & Dick             | Robert Berlinger | Bonnie Turner és Terry Turner                                                                           | 1997. január 12.     | 23,44 millió |
| 35.  | 15. | Guilty as Dick                    | Robert Berlinger | David Goetsch és Jason Venokur                                                                          | 1997. február 2.     | 18,39 millió |
| 36.  | 16. | A Dick on One Knee                | Terry Hughes     | Christine Zander                                                                                        | 1997. február 16.    | 17,46 millió |
| 37.  | 17. | Same Old Song and Dick            | Robert Berlinger | Katy Ballard                                                                                            | 1997. március 9.     | 15,99 millió |
| 38.  | 18. | I Brake for Dick                  | Robert Berlinger | Gregg Mettler                                                                                           | 1997. március 16.    | 15,06 millió |
| 39.  | 19. | Dick Behaving Badly               | Robert Berlinger | Bob Kushell                                                                                             | 1997. március 23.    | 15,76 millió |
| 40.  | 20. | Dickmalion                        | Robert Berlinger | Michael Glouberman és Andrew Orenstein                                                                  | 1997. április 13.    | 12,40 millió |
| 41.  | 21. | Sensitive Dick                    | Terry Hughes     | David Sacks                                                                                             | 1997. április 27.    | 14,89 millió |
| 42.  | 22. | Will Work for Dick                | Terry Hughes     | Dave Goetsch és Jason Venokur                                                                           | 1997. május 4.       | 12,95 millió |
| 43.  | 23. | Fifteen Minutes of Dick           | Terry Hughes     | David M. Israel és Jim O'Doherty                                                                        | 1997. május 11.      | 15,09 millió |
| 44.  | 24. | Dick and the Single Girl          | Terry Hughes     | Mark Brazill és Christine Zander                                                                        | 1997. május 11.      | 16,36 millió |
| 45.  | 25. | A Nightmare on Dick Street Part 1 | Terry Hughes     | Történet: Bonnie Turner, Terry Turner és David Sacks Tévéjáték: Bill Martin, Mike Schiff és Bob Kushell | 1997. május 18.      | 20,15 millió |
| 46.  | 26. | A Nightmare on Dick Street Part 2 | Terry Hughes     | Történet: Bonnie Turner, Terry Turner és David Sacks Tévéjáték: Bill Martin, Mike Schiff és Bob Kushell | 1997. május 18.      | 20,15 millió |

## 3. évad (1997-1998)
| Sor. | Év. | Cím                             | Rendező      | Író                                                                 | Premier              | Nézettség    |
| ---- | --- | ------------------------------- | ------------ | ------------------------------------------------------------------- | -------------------- | ------------ |
| 47.  | 1.  | Fun with Dick and Janet: Part 1 | Terry Hughes | Mark Brazill és Bob Kushell                                         | 1997. szeptember 24. | 16,37 millió |
| 48.  | 2.  | Fun with Dick and Janet: Part 2 | Terry Hughes | Mark Brazill és Bob Kushell                                         | 1997. szeptember 24. | 16,37 millió |
| 49.  | 3.  | Tricky Dick                     | Terry Hughes | Bill Martin és Mike Schiff                                          | 1997. október 8.     | 11,94 millió |
| 50.  | 4.  | Dick-in-Law                     | Terry Hughes | Christine Zander                                                    | 1997. október 15.    | 9,83 millió  |
| 51.  | 5.  | Scaredy Dick                    | Terry Hughes | David Sacks                                                         | 1997. október 29.    | 14,92 millió |
| 52.  | 6.  | Moby Dick                       | Terry Hughes | Michael Glouberman és Andrew Orenstein                              | 1997. november 5.    | 13,15 millió |
| 53.  | 7.  | Eleven Angry Men and One Dick   | Terry Hughes | David Goetsch és Jason Venokur                                      | 1997. november 12.   | 13,95 millió |
| 54.  | 8.  | A Friend in Dick                | Terry Hughes | Gregg Mettler                                                       | 1997. november 19.   | 13,05 millió |
| 55.  | 9.  | Seven Deadly Clips              | Terry Hughes | Michael Glouberman és Andrew Orenstein                              | 1997. december 3.    | 10,56 millió |
| 56.  | 10. | Tom, Dick and Mary              | Terry Hughes | Terry Turner                                                        | 1997. december 3.    | 11,62 millió |
| 57.  | 11. | Jailhouse Dick                  | Terry Hughes | David M. Israel és Jim O'Doherty                                    | 1997. december 17.   | 10,79 millió |
| 58.  | 12. | Dick on a Roll                  | Terry Hughes | David Goetsch és Jason Venokur                                      | 1998. január 7.      | 12,35 millió |
| 59.  | 13. | The Great Dickdater             | Terry Hughes | David Sacks                                                         | 1998. január 21.     | 11,21 millió |
| 60.  | 14. | 36! 24! 36! Dick: Part 1        | Terry Hughes | Bill Martin, Mike Schiff és Christine Zander                        | 1998. január 25.     | 33,66 millió |
| 61.  | 15. | 36! 24! 36! Dick: Part 2        | Terry Hughes | Bill Martin, Mike Schiff és Christine Zander                        | 1998. január 25.     | 33,66 millió |
| 62.  | 16. | Pickles and Ice Cream           | Terry Hughes | Bob Kushell                                                         | 1998. január 28.     | 15,39 millió |
| 63.  | 17. | Auto Erodicka                   | Terry Hughes | Mark Brazill                                                        | 1998. február 4.     | 12,86 millió |
| 64.  | 18. | Portrait of Tommy as an Old Man | Terry Hughes | Bob Kushell és Gregg Mettler                                        | 1998. február 25.    | 9,71 millió  |
| 65.  | 19. | Stuck with Dick                 | Terry Hughes | David M. Israel és Jim O'Doherty                                    | 1998. március 18.    | 11,88 millió |
| 66.  | 20. | My Daddy's Little Girl          | Terry Hughes | Mark Brazill és Christine Zander                                    | 1998. április 1.     | 10,59 millió |
| 67.  | 21. | The Physics of Being Dick       | Terry Hughes | David Schiff                                                        | 1998. április 15.    | 10,99 millió |
| 68.  | 22. | Just Your Average Dick          | Terry Hughes | Michael Glouberman és Andrew Orenstein                              | 1998. április 29.    | 11,55 millió |
| 69.  | 23. | Dick and the Other Guy          | Terry Hughes | Bonnie Turner és Terry Turner                                       | 1998. április 29.    | 11,55 millió |
| 70.  | 24. | Sally and Don's First Kiss      | Terry Hughes | David Sacks                                                         | 1998. május 6.       | 10,33 millió |
| 71.  | 25. | When Aliens Camp                | Terry Hughes | Történet: Gregg Mettler Tévéjáték: David M. Israel és Jim O'Doherty | 1998. május 13.      | 13,31 millió |
| 72.  | 26. | The Tooth Harry                 | Terry Hughes | Joshua Sternin és Jeffrey Ventimilia                                | 1998. május 20.      | 10,60 millió |
| 73.  | 27. | Eat, Drink, Dick, Mary          | Terry Hughes | Dave Goetsch és Jason Venokur                                       | 1998. május 20.      | 14,18 millió |

## 4. évad (1998-1999)
| Sor. | Év. | Cím                                         | Rendező      | Író                                                                     | Premier              | Nézettség    |
| ---- | --- | ------------------------------------------- | ------------ | ----------------------------------------------------------------------- | -------------------- | ------------ |
| 74.  | 1.  | Dr. Solomon's Traveling Alien Show          | Terry Hughes | Christine Zander                                                        | 1998. szeptember 23. | 11,66 millió |
| 75.  | 2.  | Power Mad Dick                              | Terry Hughes | David Sacks                                                             | 1998. október 7.     | 9,70 millió  |
| 76.  | 3.  | Feelin' Albright                            | Terry Hughes | Bob Kushell                                                             | 1998. október 14.    | 9,63 millió  |
| 77.  | 4.  | Collect Call for Dick                       | Terry Hughes | David M. Israel és Jim O'Doherty                                        | 1998. október 21.    | 9,42 millió  |
| 78.  | 5.  | What's Love Got to Do, Got to Do With Dick? | Terry Hughes | Bill Martin és Mike Schiff                                              | 1998. október 28.    | 9,26 millió  |
| 79.  | 6.  | I Am Dick Pentameter!                       | Terry Hughes | Dave Goetsch és Jason Venokur                                           | 1998. november 4.    | 10,76 millió |
| 80.  | 7.  | D3: Judgement Day                           | Terry Hughes | Michael Glouberman és Andrew Orenstein                                  | 1998. november 11.   | 9,98 millió  |
| 81.  | 8.  | Indecent Dick                               | Terry Hughes | Bob Kushell                                                             | 1998. december 9.    | 8,69 millió  |
| 82.  | 9.  | Happy New Dick!                             | Terry Hughes | Christine Zander                                                        | 1998. december 16.   | 7,54 millió  |
| 83.  | 10. | Two-Faced Dick                              | Terry Hughes | Gil Goldberg                                                            | 1999. január 5.      | 11,64 millió |
| 84.  | 11. | Dick Solomon of the Indiana Solomons        | Terry Hughes | Gregg Mettler                                                           | 1999. január 12.     | 11,29 millió |
| 85.  | 12. | Dick and Taxes                              | Terry Hughes | Történet: Dennis Snee Tévéjáték: Michael Glouberman és Andrew Orenstein | 1999. február 2.     | 10,08 millió |
| 86.  | 13. | Sally Forth                                 | Terry Hughes | David Sacks                                                             | 1999. február 9.     | 8,54 millió  |
| 87.  | 14. | Paranoid Dick                               | Terry Hughes | David M. Israel és Jim O'Doherty                                        | 1999. február 16.    | 9,30 millió  |
| 88.  | 15. | The House That Dick Built                   | Terry Hughes | Bill Martin és Mike Schiff                                              | 1999. február 23.    | 9,25 millió  |
| 89.  | 16. | Superstitious Dick                          | Terry Hughes | Gregg Mettler                                                           | 1999. március 2.     | 8,30 millió  |
| 90.  | 17. | Y2dicK                                      | Terry Hughes | Dave Goetsch és Jason Venokur                                           | 1999. március 16.    | 8,74 millió  |
| 91.  | 18. | Dick the Mouth Solomon                      | Terry Hughes | Christine Zander és Bob Kushell                                         | 1999. április 6.     | 9,68 millió  |
| 92.  | 19. | Citizen Solomon                             | Terry Hughes | Christ Atwood                                                           | 1999. április 27.    | 7,82 millió  |
| 93.  | 20. | Alien Hunter                                | Terry Hughes | Bonnie Turner és Terry Turner                                           | 1999. május 4.       | 12,48 millió |
| 94.  | 21. | Dick vs. Strudwick                          | Terry Hughes | Történet: Gregg Mettler Tévéjáték: David M. Israel és Jim O'Doherty     | 1999. május 11.      | 11,50 millió |
| 95.  | 22. | Near Dick Experience                        | Terry Hughes | Történet: David Sacks Tévéjáték: Dave Goetsch és Jason Venokur          | 1999. május 18.      | 10,25 millió |
| 96.  | 23. | Dick's Big Giant Headache Part 1            | Terry Hughes | Bill Martin és Mike Schiff                                              | 1999. május 25.      | 8,11 millió  |
| 97.  | 24. | Dick's Big Giant Headache Part 2            | Terry Hughes | Michael Glouberman és Andrew Orenstein                                  | 1999. május 25.      | 8,11 millió  |

## 5. évad (1999-2000)
| Sor. | Év. | Cím                                     | Rendező      | Író                                | Premier              | Nézettség    |
| ---- | --- | --------------------------------------- | ------------ | ---------------------------------- | -------------------- | ------------ |
| 98.  | 1.  | Episode I: The Baby Menace              | Terry Hughes | David M. Israel és Jim O'Doherty   | 1999. szeptember 21. | 14,95 millió |
| 99.  | 2.  | Dick for Tat                            | Terry Hughes | Bill Martin és Mike Schiff         | 1999. szeptember 28. | 11,25 millió |
| 100. | 3.  | The Fifth Solomon                       | Terry Hughes | Gregg Mettler                      | 1999. november 2.    | 10,88 millió |
| 101. | 4.  | Dial M for Dick                         | Terry Hughes | Christine Zander                   | 1999. november 9.    | 9,54 millió  |
| 102. | 5.  | Dick and Tuck                           | Terry Hughes | Bob Kushell                        | 1999. november 16.   | 9,44 millió  |
| 103. | 6.  | Dick, Who's Coming to Dinner?           | Terry Hughes | Dave Goetsch és Jason Venokur      | 1999. november 23.   | 9,17 millió  |
| 104. | 7.  | Sex and the Sally                       | Terry Hughes | Julie E. Sherman                   | 1999. november 30.   | 9,92 millió  |
| 105. | 8.  | Charitable Dick                         | Terry Hughes | David Sacks                        | 1999. december 14.   | 10,46 millió |
| 106. | 9.  | The Loud Solomon Family: A Dickumentary | Terry Hughes | Valerie Watson                     | 2000. január 11.     | 8,26 millió  |
| 107. | 10. | Gwen, Larry, Dick and Mary              | Terry Hughes | Christine Zander                   | 2000. január 25.     | 8,28 millió  |
| 108. | 11. | Dick Puts the 'ID' in Cupid             | Terry Hughes | Dave Goetsch és Jason Venokur      | 2000. február 8.     | 8,50 millió  |
| 109. | 12. | The Big Giant Head Returns              | Terry Hughes | David Sacks                        | 2000. február 22.    | 8,28 millió  |
| 110. | 13. | Rutherford Beauty                       | Terry Hughes | Bob Kushell és Gregg Mettler       | 2000. február 22.    | 8,78 millió  |
| 111. | 14. | This Little Dick Went to Market         | Terry Hughes | Dave Boerger                       | 2000. március 14.    | 8,01 millió  |
| 112. | 15. | Youth is Wasted on the Dick             | Terry Hughes | Nastaran Dibai és Jeffrey B. Hodes | 2000. március 21.    | 7,51 millió  |
| 113. | 16. | Dick Strikes Out                        | Terry Hughes | Aron Abrams és Gregory Thompson    | 2000. március 28.    | 6,50 millió  |
| 114. | 17. | Shall We Dick?                          | Terry Hughes | Bill Martin és Mike Schiff         | 2000. április 18.    | 6,31 millió  |
| 115. | 18. | Dick and Harry Fall Down a Hole         | Terry Hughes | Aron Abrams és Gregory Thompson    | 2000. május 2.       | 4,39 millió  |
| 116. | 19. | Frankie Goes to Rutherford              | Terry Hughes | Gregg Mettler és Will Forte        | 2000. május 9.       | 6,96 millió  |
| 117. | 20. | Dick Solomon's Day Off                  | Terry Hughes | David M. Israel és Jim O'Doherty   | 2000. május 16.      | 6,79 millió  |
| 118. | 21. | The Big Giant Head Returns Again Part 1 | Terry Hughes | Dave Goetsch és Jason Venokur      | 2000. május 23.      | 8,29 millió  |
| 119. | 22. | The Big Giant Head Returns Again Part 2 | Terry Hughes | Nastaran Dibai és Jeffrey B. Hodes | 2000. május 23.      | 8,29 millió  |

## 6. évad (2000-2001)
| Sor. | Év. | Cím                                    | Rendező      | Író                                                                         | Premier            | Nézettség    |
| ---- | --- | -------------------------------------- | ------------ | --------------------------------------------------------------------------- | ------------------ | ------------ |
| 120. | 1.  | Les Liaisons Dickgereuses              | Terry Hughes | Dave Goetsch és Jason Venokur                                               | 2000. október 24.  | 12,58 millió |
| 121. | 2.  | Fear and Loathing in Rutherford        | Terry Hughes | Aron Abrams és Gregory Thompson                                             | 2000. október 31.  | 8,84 millió  |
| 122. | 3.  | InDickscretion                         | Terry Hughes | Nastaran Dibai és Jeffrey B. Hodes                                          | 2000. november 14. | 7,65 millió  |
| 123. | 4.  | Dick'll Take Manhattan Part 1          | Terry Hughes | Christine Zander és Mark Nutter                                             | 2000. november 21. | 8,23 millió  |
| 124. | 5.  | Dick'll Take Manhattan Part 2          | Terry Hughes | Christine Zander és Mark Nutter                                             | 2000. november 28. | 7,91 millió  |
| 125. | 6.  | Why Dickie Can't Teach                 | Terry Hughes | Történet: David Sacks Tévéjáték: Joe Liss és David Lewman                   | 2000. december 5.  | 7,46 millió  |
| 126. | 7.  | B.D.O.C.                               | Terry Hughes | Aron Abrams és Gregory Thompson                                             | 2000. december 12. | 8,05 millió  |
| 127. | 8.  | Red, White & Dick                      | Terry Hughes | Will Forte                                                                  | 2000. december 19. | 6,83 millió  |
| 128. | 9.  | Dick Digs                              | Terry Hughes | David M. Israel és Jim O'Doherty                                            | 2001. január 9.    | 7,91 millió  |
| 129. | 10. | There's No Business Like Dick Business | Terry Hughes | Dave Boerger                                                                | 2001. január 16.   | 8,96 millió  |
| 130. | 11. | A Dick Replacement                     | Terry Hughes | Matt Silverstein és Dave Jeser                                              | 2001. január 30.   | 7,54 millió  |
| 131. | 12. | Dick's Ark                             | Terry Hughes | Danny Smith                                                                 | 2001. február 6.   | 8,12 millió  |
| 132. | 13. | You Don't Know Dick                    | Terry Hughes | Danny Smith                                                                 | 2001. február 13.  | 7,32 millió  |
| 133. | 14. | My Mother, My Dick                     | Terry Hughes | Nastaran Dibai és Jeffrey B. Hodes                                          | 2001. február 20.  | 7,66 millió  |
| 134. | 15. | Glengarry Glen Dick                    | Terry Hughes | Aron Abrams és Gregory Thompson                                             | 2001. április 17.  | 7,42 millió  |
| 135. | 16. | Dick Soup for the Soul                 | Terry Hughes | Sean Veder                                                                  | 2001. május 1.     | 5,58 millió  |
| 136. | 17. | Mary Loves Scoochie: Part 1            | Terry Hughes | Aron Abrams, Gregory Thompson és Dave Boerger                               | 2001. május 8.     | 6,62 millió  |
| 137. | 18. | Mary Loves Scoochie: Part 2            | Terry Hughes | Will Forte                                                                  | 2001. május 15.    | 6,18 millió  |
| 138. | 19. | The Thing That Wouldn't Die: Part 1    | Terry Hughes | Történet: Dave Lewman és Joe Liss Tévéjáték: Dave Jeser és Matt Silverstein | 2001. május 22.    | 11,88 millió |
| 139. | 20. | The Thing That Wouldn't Die: Part 2    | Terry Hughes | Történet: Christine Zander Tévéjáték: Dave Goetsch és Jason Venokur         | 2001. május 22.    | 11,88 millió |